# Chobot

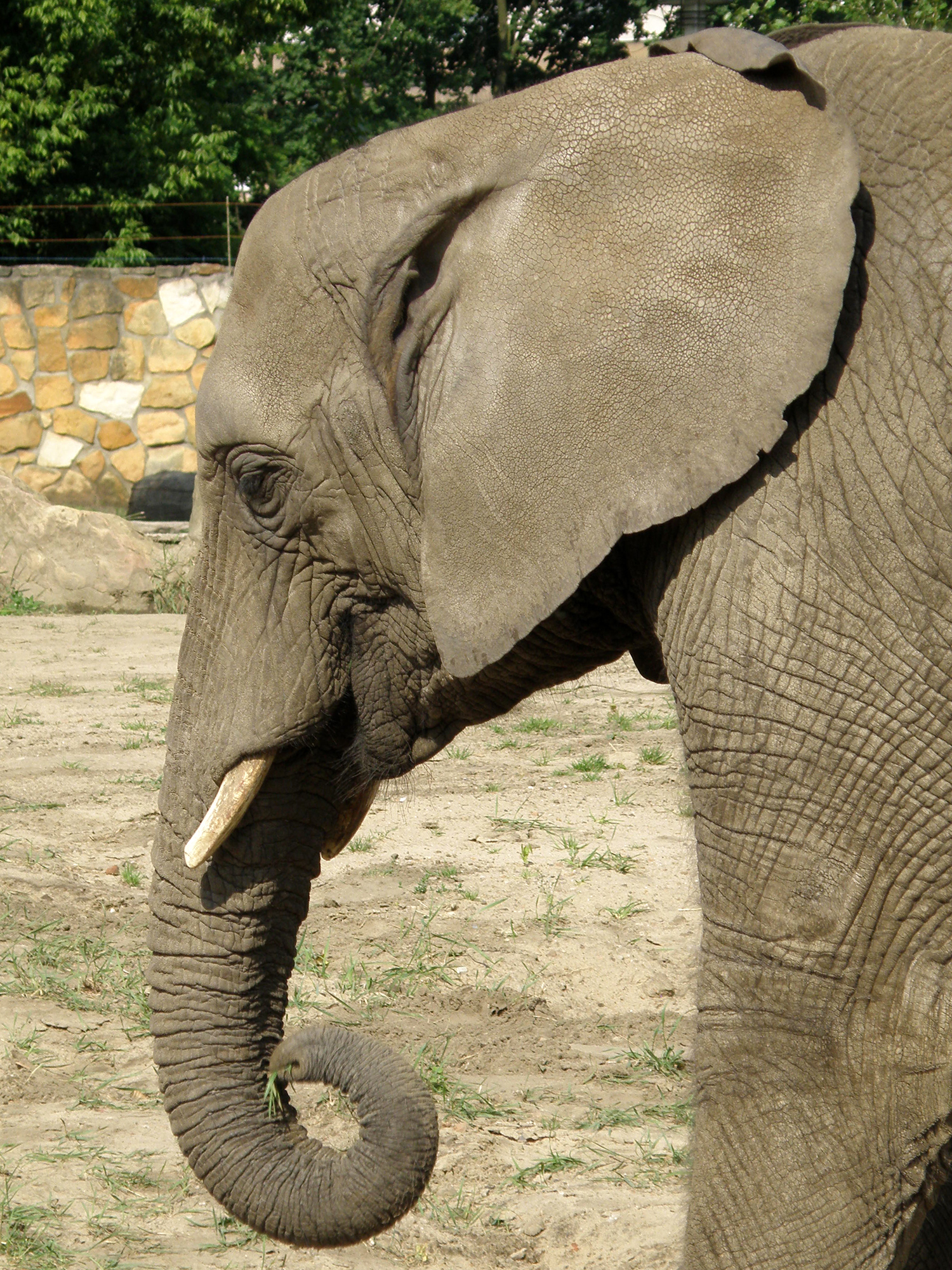
Hlava slona afrického je vybavena dlouhým chobotem.

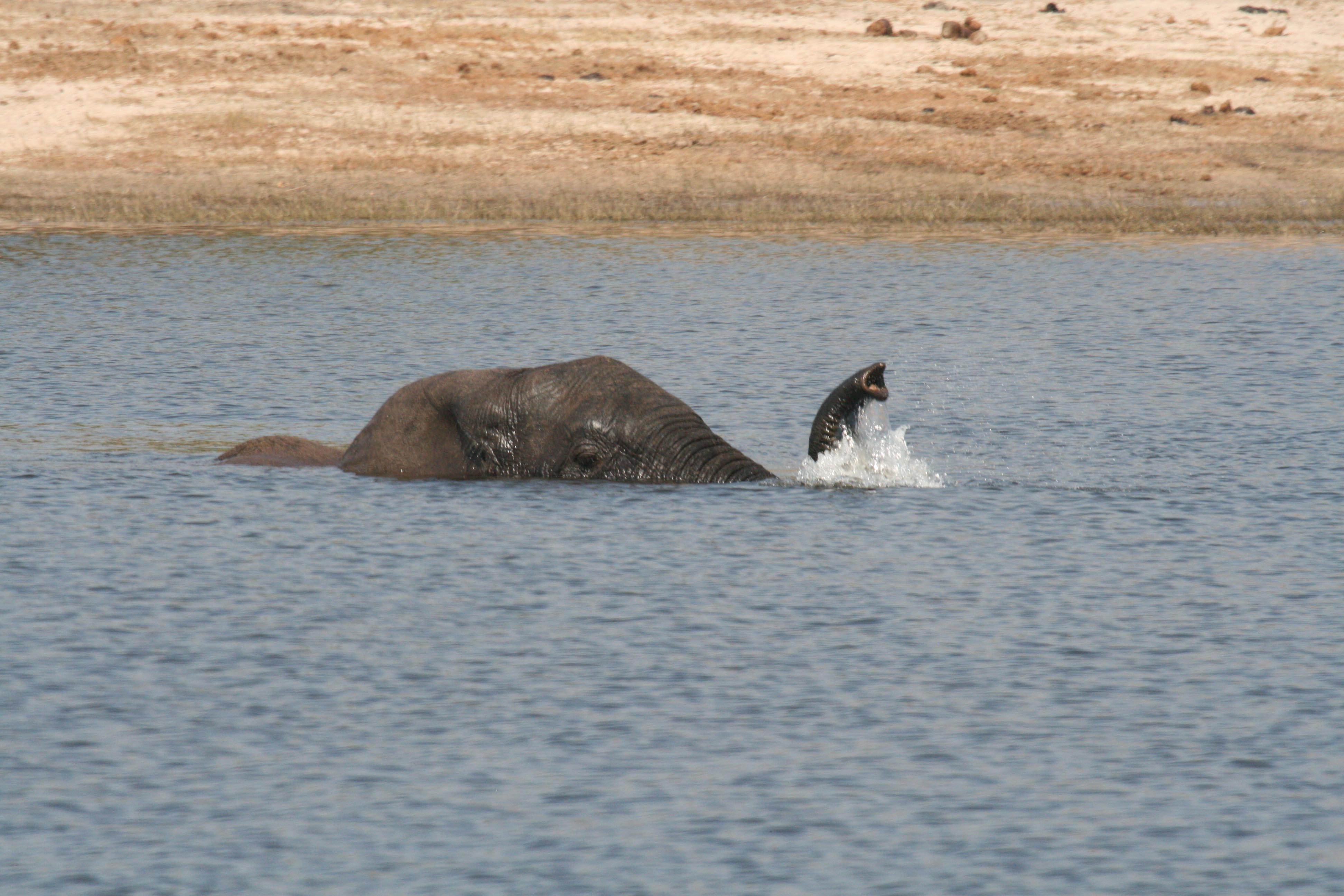
Šnorchlující slon.

Chobot je čichový a hmatový orgán některých živočichů, vzniklý prodloužením a spojením nosu a horního pysku. Jedná se o typický znak slonů, krátký chobot mají však například i tapíři. Přeneseně se pak slovem chobot označují útvary sloní chobot připomínající.

## Sloní chobot
Sloní chobot je až sedm stop (~ 210 cm) dlouhý válcovitý útvar vyrůstající z hlavy slona, vzniklý prodloužením a spojením nosu a horního pysku. Slon skrz chobot dýchá, ale slouží mu také jako hmatové ústrojí a jako nástroj, pomocí kterého dokáže manipulovat s předměty. Chobot obsahuje asi 150 000 svalových snopců, díky čemuž je velmi silný a pohyblivý. Citlivost zaručuje velké množství nervových zakončení, která se nalézají na prstících na konci chobotu.
Slon si běžně chobotem podává potravu. Dokáže také do chobotu nabrat až 20 litrů vody a stříknout si jí do tlamy nebo se s ní postříkat za účelem očisty. Dospělý slon uzvedne chobotem zátěž až 350 kg, dokáže však také oloupat burský oříšek.
Evoluční předchůdci slona byli vodní živočichové, takže i dnešní sloni dokáží používat chobot jako šnorchl.